# Al-Haytham ibn Ubayd al-Kilabi
Al-Haytham ibn Ubayd al-Kilabi, también llamado al-Kinani (en árabe: الهيثم بن عبيد الكناني‎, romanizado: al-Haytham ibn ʿUbayd al-Kilābī), fue el décimo valí de al-Ándalus bajo el Califato omeya de Damasco en AD 729–730 (AH 111).  hizo parte de una serie de árabes de Ifriqiya que sirvieron como gobernadores en al-Ándalus de 721 a 731.
Sucedió a Uthman ibn Abi Nis'a al-Khath'ami  en abril de 729. Según la Crónica mozárabe (754) gobernó un año. La Crónica profética (883) le da un plazo más preciso de diez meses, mientras Ibn Habib (878/9) le da un plazo más a escaso de cuatro meses. El historiador árabe al-Maqqari le tiene gobernando en marzo de 731, un año más que cualquier otra fuente.

Según la Crónica mozárabe, la cual es la fuente más temprana, al-Haytham fue nombrado por el gobernador de Ifriqiya para reemplazar Uthman. Su plazo, el cual está caracterizado como "atribulado" por el cronista, culminó en un golpe de estado intentado:

Después de que Haytham había gobernado en un estado atribulado durante diez meses,  descubrió —no sé por qué motivo— que algunos árabes desearon sacarle de poder. Les capturó y finalmente les extrajo con latigazos los detalles de la rebelión. Después de torturarles, cortó sus cabezas, como había sido ordenado en secreto por hacer sus contrapartes por otro lado del mar.

Los parientes de algunos de aquellos ejecutados, apelaron al gobernador de Ifriqiya, quién "no muchos días más tarde" envió a Muhammad con una autorización para reemplazar al-Haytham con Abd al-rahman ibn Abd Alá al-Ghafiqi, quién anteriormente había servido como gobernador interino en 721. Según Ibn al-Athir, al-Haytham murió en el cargo en febrero o marzo de 730 y fue reemplazado por al-Ghafiqi, pero la Crónica mozárabe es más fidedigna. Cuenta que al-Ghafiqi no pudo ser inmediatamente encontrado y así que Muhammad "no muchos días más tarde" arrestó a al-Haytham y le llevó con él a Ifriqiya. Fue sucedido por Muhammad ibn Abd Alá al-Ashja'i.